# Sör-Ölanda
Sör-Ölanda är en bebyggelse sydväst om Starrkärr, söder om Ölanda i Ale kommun. Från 2020 till 2023 avgränsade SCB här en småort.